# Asociace nezávislých médií
Asociace nezávislých médií je český spolek působící od roku 2015. Jeho zakladateli se stali Stanislav Novotný, Petr Žantovský, Ondřej Geršl a Jan Korál. Dle jejich slov je činnost spolku apolitická, mající pouze za cíl „ochranu práva občanů na svobodné šíření a získávání informací, obranu svobody slova, která je vážně ohrožena“. Členy této asociace jsou mj. PrvníZprávy.cz a publicistické weby AC24, NWOO (považované Centrem proti terorismu a hybridním hrozbám Ministerstva vnitra České republiky za dezinformační), 
kompletní seznam členů však není znám.
Asociace od roku 2016 každoročně uděluje Krameriovy ceny.